# Peratosema kona
Peratosema kona là một loài bướm đêm trong họ Noctuidae.